# Vladímir Tatlin
Vladímir Yevgráfovich Tatlin (en ruso: Владимир Евграфович Татлин), (Moscú, 28 de diciembre de 1885-31 de mayo de 1953) fue un pintor y escultor ruso, considerado como iniciador del constructivismo, que abarcó múltiples facetas: escultura, pintura, proyectos arquitectónicos, objetos inventados, de diseño, y decorados teatrales.
En 1914, fundó el constructivismo, siendo el principal inspirador de la vanguardia artística de mayor impacto en la URSS, junto con el futurismo. En 1920 se unieron a él, Antón Pevsner y Naum Gabo, y posteriormente, El Lissitzky y Aleksandr Ródchenko.
El más famoso de sus proyectos fue el Monumento a la Tercera Internacional, datado en 1919-1920, pero que nunca se construyó. Sería un edificio habitable, mucho más alto que la Torre Eiffel, en el que se albergaría la sede de la III Internacional.
Se unió a Aleksandr Ródchenko en la dirección del Vjutemás (Talleres Superiores Artísticos y Técnicos del Estado) una de las primeras escuelas de Diseño en el mundo instalada en Rusia hasta el inicio de la Segunda Guerra Mundial.
Tatlin diseñó también el Letatlin (letat significa volar en ruso), aparato volador sin motor de uso individual que permitiría a los ciudadanos soviéticos desplazarse sin crear contaminación y de manera natural.

## Biografía
Vladímir Tatlin nació el 28 de diciembre de 1885 en Járkov, Ucrania, Imperio ruso, siendo hijo de un ingeniero de ferrocarriles y una poeta. Trabajó como cadete del mar comerciante y pasó algún tiempo en el extranjero. Comenzó su carrera artística como pintor de iconos en Moscú, y asistió a la Escuela de Pintura, Escultura y Arquitectura de Moscú.
En 1948, el Partido Comunista de la Unión Soviética lo declaró oficialmente «enemigo del pueblo». Tatlin falleció el 31 de mayo de 1953 en Moscú víctima de una intoxicación alimentaria consecuencia de haber consumido pescado en malas condiciones. Sus restos fueron sepultados en el Cementerio Novodévichi de Moscú.

## Trayectoria profesional

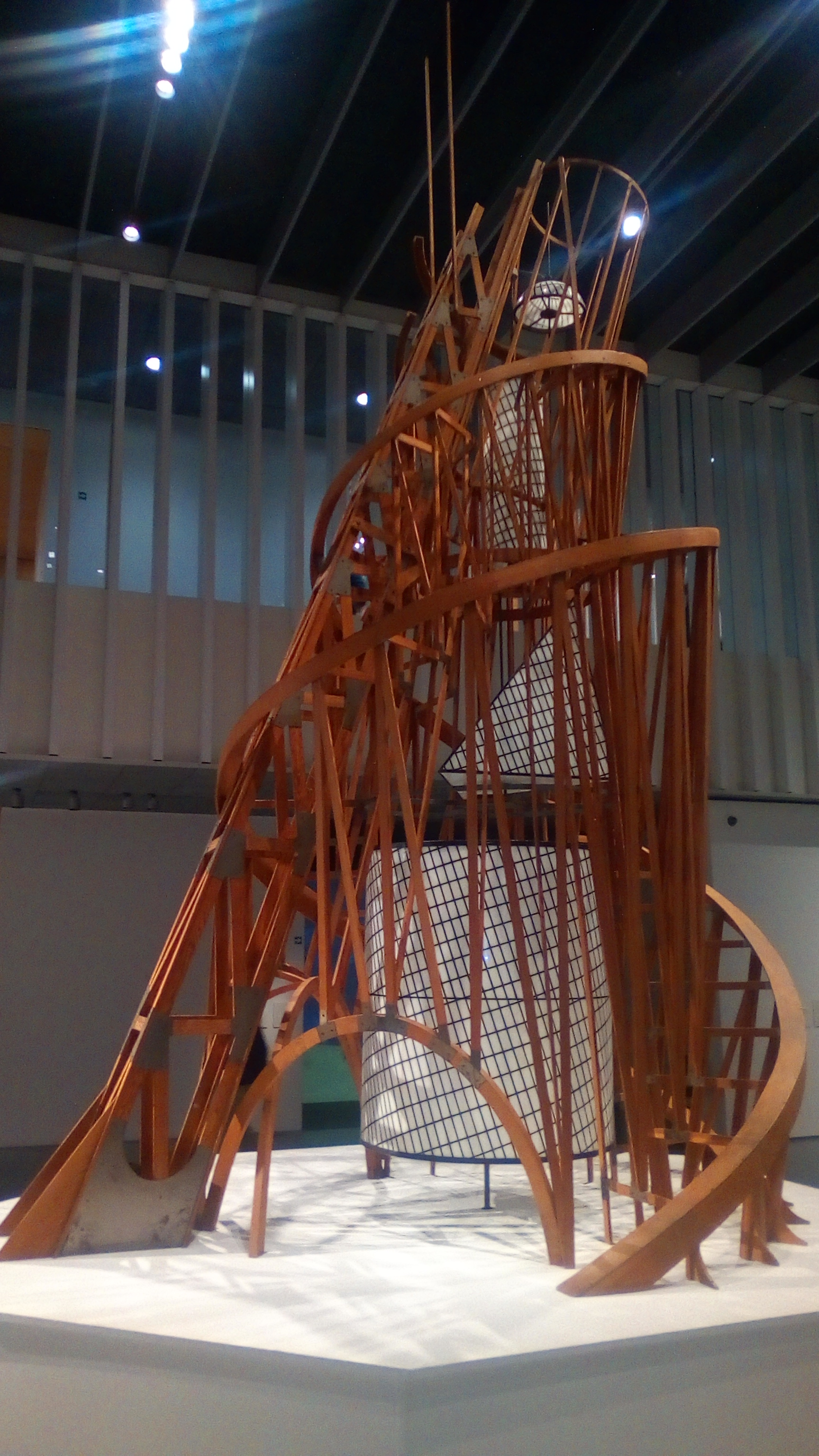
Torre Tatlin en el Centro Pompidou de Málaga.

En 1914, durante su estancia en París, conoció a Picasso y pasó por varios movimientos artísticos. Quiso materializar el arte con montajes, y promover la muerte del arte de museo: "la Obra debe participar en la vida y en la construcción del mundo".
Luego de su visita a París, se convirtió en el líder de un grupo de artistas rusos que trataron de implementar técnicas de ingeniería a la construcción escultórica, movimiento que evolucionó hacia el constructivismo. Como director del Departamento de Bellas Artes de Moscú, actuó desde los inicios del proceso revolucionario por petición del líder soviético Lenin para reemplazar los monumentos del anterior Gobierno zarista. Descontento con las estatuas figurativas similares a aquellas del pasado, Tatlin imaginó su propio monumento. Es así que alcanzó la fama como el arquitecto que diseñó el Monumento a la Tercera Internacional, también conocida como “Torre de Tatlin”. Planeada en 1920, el monumento iba a ser una torre en hierro , cristal y acero de 395 metros de altura, un tercio más alto que la Torre Eiffel. El gobierno lo había comisionado para crear un monumento a la Revolución Bolchevique en Petrogrado (San Petersburgo), Tatlin concibió su edificio no como un monumento al pasado, sino como una estructura destinada a crear un futuro utópico.
Dentro de la estructura de hierro y acero de espirales dobles, el diseño prevé tres bloques de construcción, cubiertos con ventanas de vidrio, que giran a velocidades diferentes (la primera, un cubo, una vez al año; la segunda, una pirámide, una vez al mes, la tercera, un cilindro, una vez al día). Para la Exposición de Artes Decorativas de 1925 celebrada en París, Tatlin construyó una segunda maqueta de la torre de aproximadamente tres metros de altura, cuyas espirales se veían radicalmente diferentes del primer modelo.
Pese a no haber sido construido, el monumento tuvo una importancia decisiva dentro de la arquitectura posterior y ante todo en la arquitectura constructivista.
Tatlin no se consideraba como un constructivista y se opuso a varias de las ideas del movimiento. También se dedicó al diseño de vestuario y utilería. Además investigó el vuelo de los pájaros, con el fin de desarrollar una máquina capaz de volar, pues consideraba que alzar el vuelo era una experiencia perdida en el curso de la evolución humana y quería recuperar esa capacidad para el hombre. Así, el artista creó entre 1929 y 1932 el “Letatlin”, una máquina que “culminaba la unión de la escultura, la tecnología y la utopía”, pero que sin embargo nunca consiguió hacer despegar al ser humano del suelo firme.
Después de 1933, Tatlin se dedicó principalmente a la escenografía, disciplina a la que ya se había dedicado desde el comienzo de su carrera profesional.

## Obras
- Proyecto de Monumento a la Tercera Internacional
- Contra-relieves